# Василий Ломаченко — Теофимо Лопес
Василий Ломаченко — Теофимо Лопес — профессиональный боксёрский 12-раундовый поединок в лёгком весе между двумя чемпионами мира: украинцем Василием Ломаченко — чемпионом мира по версиям WBC Franchise, WBA Super и WBO в лёгком весе — и американцем Теофимо Лопесом — чемпионом мира по версии IBF в лёгком весе. Бой проводился за титулы чемпиона мира по версиям IBF, WBA Super, WBO и The Ring в лёгком весе. Поединок состоялся в ночь с 17 октября на 18 октября 2020 года на гостиничном комплексе MGM Grand в Лас-Вегасе, штат Невада (США).

## Ход поединка
С первого раунда Лопес занял центр ринга, и работал силовым джебом. Ломаченко в стартовом раунде присматривался, и ударов практически не наносил. У американца прошло несколько попаданий по корпусу,  но в основном он работал джебом, вынуждая пятиться назад Ломаченко, которому стоило опасаться ударной мощи американца. Лопес попытался действовать ещё агрессивнее в следующих раундах. От Ломаченко первые шесть раундов была только защита и минимум ответных действий на атаки Лопеса, по подсчётам экспертов за все шесть раундов он выбросил всего около 30 ударов. Возможно, что Ломаченко ждал когда Лопес вымотается, но этого так и не произошло, и в итоге всю первую половину боя выиграл Лопес.
В 7-м раунде Ломаченко наконец включился и попытался перехватить инициативу. В 8-м раунде украинец даже потряс Лопеса, но это в основном были удары нанесённые во время  клинча. В 9-м раунде у Ломаченко прошла хорошая атака с проходом в ближний бой. В 10-м раунде украинец снова перехватил инициативу. В 11-м раунде Лопес начал экономить силы на последний раунд и уступил инициативу Василию. В чемпионском раунде бой был конкурентным — начало раунда было за Ломаченко, но Теофимо удалось переломить ход боя, чуть было не отправив Ломаченко в нокдаун, а в самом конце раунда Ломаченко нанёс глубокое рассечение Лопесу столкнувшись с ним головой.
Некоторые эксперты, например Андре Уорд — который был одним из комментаторов на телеканале ESPN, оценили результат боя как «Ничья» со счётом 114-114. Но официальный счёт судей лучше отражал картину боя: 116-112, 117-111, 119-109 в пользу американца Теофимо Лопеса.  После проигрыша Ломаченко жаловался на травму плеча, которая якобы помешала ему действовать в ринге как он хотел.

## После боя
После боя Ломаченко сказал, что он думал, что выигрывает, но принимает ситуацию такой, какая она есть. Само по себе судейское решение вызвало много вопросов.